# مواضع سیاسی رند پال

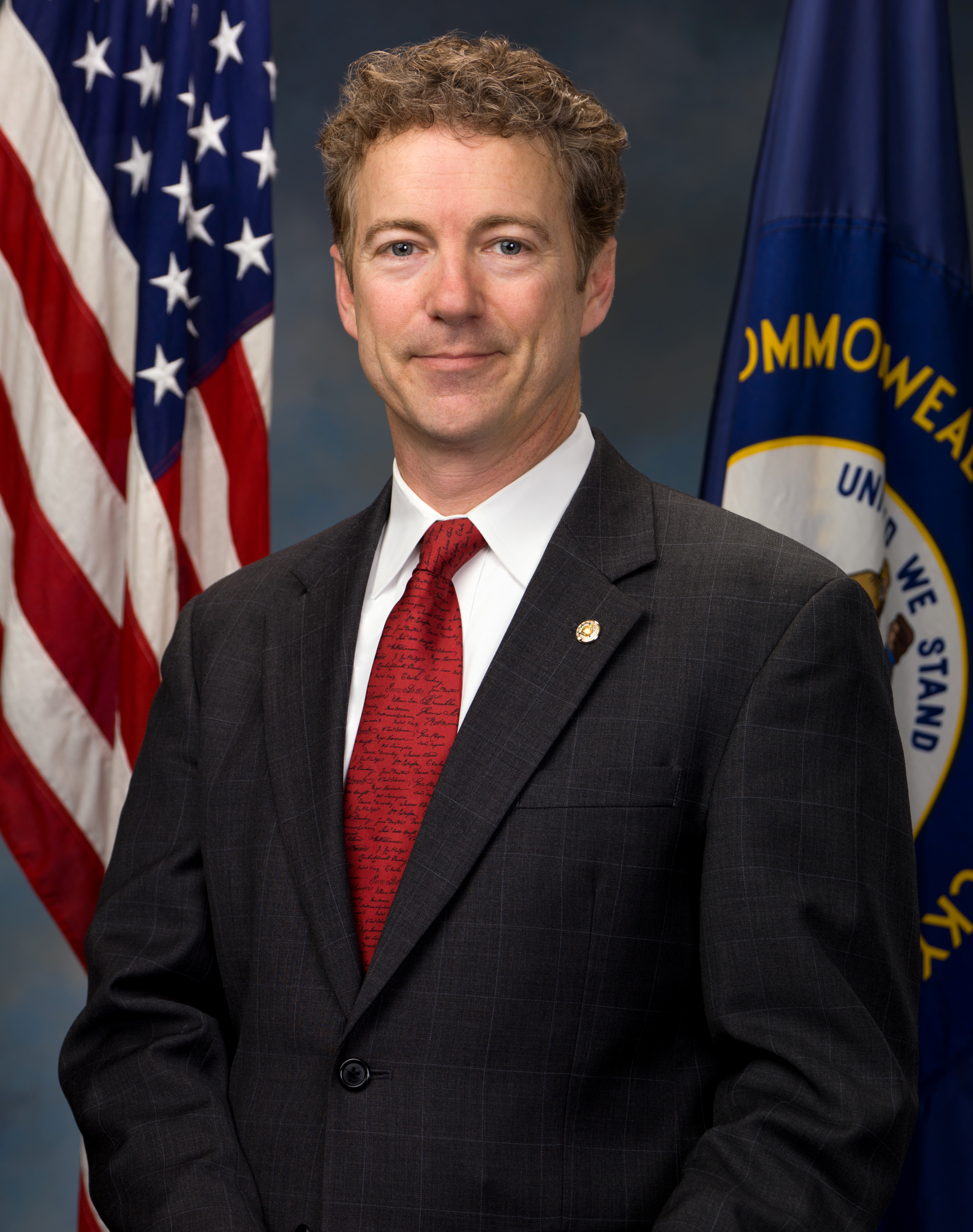
پرتره رسمی رند پال در کنگره صد و یازدهم

رند پال، پسر ران پال نماینده سابق مجلس ایالات متحده، عضو حزب جمهوریخواه و از سناتورهای ایالات متحده به نمایندگی از ایالت کنتاکی است. او در ۲۰۱۲ از اتحادیه محافظه‌کار آمریکا امتیاز ۱۰۰٪ دریافت کرد و سابقه رای دهی او در ۲۰۱۱ از سوی نشنال جرنال ۲۶٪ لیبرال تعیین شد. او خود را عضو جنبش تی پارتی می‌داند که خواهان دولت کوچک‌تر است. پال خود را هم محافظه کاری معتقد به قانون اساسی و هم یک محافظه کار لیبرترین می‌داند.

## سیاست داخلی

### سیاست اقتصادی و مالی
پال از کاستن از هزینه‌کرد دولت، بودجه ریزی متوازن، و کاستن از مالیات‌ها حمایت می‌کند. او هم از جمهوریخواهان و هم از دموکرات‌ها به خاطر هزینه کردن با کسری بودجه (deficit spending) انتقاد کرده است. پال از مخالفان قدیمی لایحهٔ پایدارسازی اقتصادی اضطراری ۲۰۰۸ (نجات مالی نظام مالی آمریکا با هزینه کرد $۷۰۰ میلیون از سوی دولت) است.
او همچنین با لایحه فدرال رزرو ۱۹۱۳ و کنترل فدرال رزرو بر عرضهٔ پول و نرخ بهره مخالف است. او از این دفاع می‌کند که اجازه داده شود بازار آزاد نرخ‌های بهره را تنظیم کند، و از نقش کنگره طبق قانون اساسی در کنترل عرضهٔ پول حمایت می‌کند. او از لایحه شفافیت فدرال رزرو، که توسط پدرش پیشنهاد شد و حسابرسی فدرال رزرو را الزامی می‌کند، حمایت می‌کند.
پال خواهان کاستن از بودجه‌های قرض داده شده توسط بانک صادرات-واردات آمریکا به کشورهایی شده که از آمریکا طلب دارند. او این مسئله را مشابه رفاه ابرشرکت‌ها دانسته و گفته که این غلط است که «ما میلیاردها دلار از چین، هند و عربستان سعودی قرض بگیریم و سپس آن را دوباره به آنها وام بدهیم.»

### حقوق مدنی

#### نظامی سازی پلیس
پال در مقاله‌ای که در سال ۲۰۱۴ در تایم, منتشر شد، پال از نظامی کردن اجرای قانون انتقاد کرد. پال معتقد است که نظام حقوق جنایی به طور غیرمنصفانه‌ای سیاه‌پوستان آمریکا را تحت تأثیر قرار می‌دهد و گفته که «هر کس که فکر می‌کند که نژاد هنوز، ولو غیر عامدانه، اعمال حقوق جنایی را در این کشور منحرف نمی‌کند به حد کافی توجه نمی‌کند.» پال معتقد است که نظامی کردن پلیس، ناشی از یارانه‌ها، تجهیزات و دیگر مشوق‌های دولت فدرال ایالات متحده آمریکا و نیز جنگ با مواد مخدر از طریق ایجاد فرهنگ خشونت بوده است.

#### سلب حق رأی محکومین
پال از قانونی در کنتاکی حمایت کرد که طبق آن پس از یک دورهٔ زمانی پنج ساله حق رأی محکومین باز می‌گردد. نظام کنونی محکومین را مجبور می‌کند برای عفو از فرماندار تقاضا کنند.

### امنیت انرژی و زیست محیطی
پال از این حمایت می‌کند که بازار آزاد رقابت کند و تعیین کند چه نوع انرژی استفاده شود. او با اعطای یارانه به شرکتهای انرژی مخالف است و از ایجاد معافیت مالیاتی برای شرکتهایی که انرژی‌های جدید نظیر باد، خورشیدی و زمین گرمایی را تولید می‌کنند حمایت می‌کند. او گفته یارانه دادن به صنعت انرژیِ فقط برای شرکتها مشوق ایجاد می‌کند تا در دولت فدرال لابی کنند.

### ماری جوآنا
پال معتقد است مسئله ماری جوانای درمانی از حقوق ایالات است که دولت فدرال نباید در آن دخالت کند.
گرچه او خود را محافظه کار اجتماعی توصیف می‌کند، گزارشگر اسوشییتد پرس او را دارای «گرایشهای لیبرترین در خصوص مواد مخدر» می‌خواند و معتقد است برخی محکومیتهای مواد مخدر بسیار سنگینند.

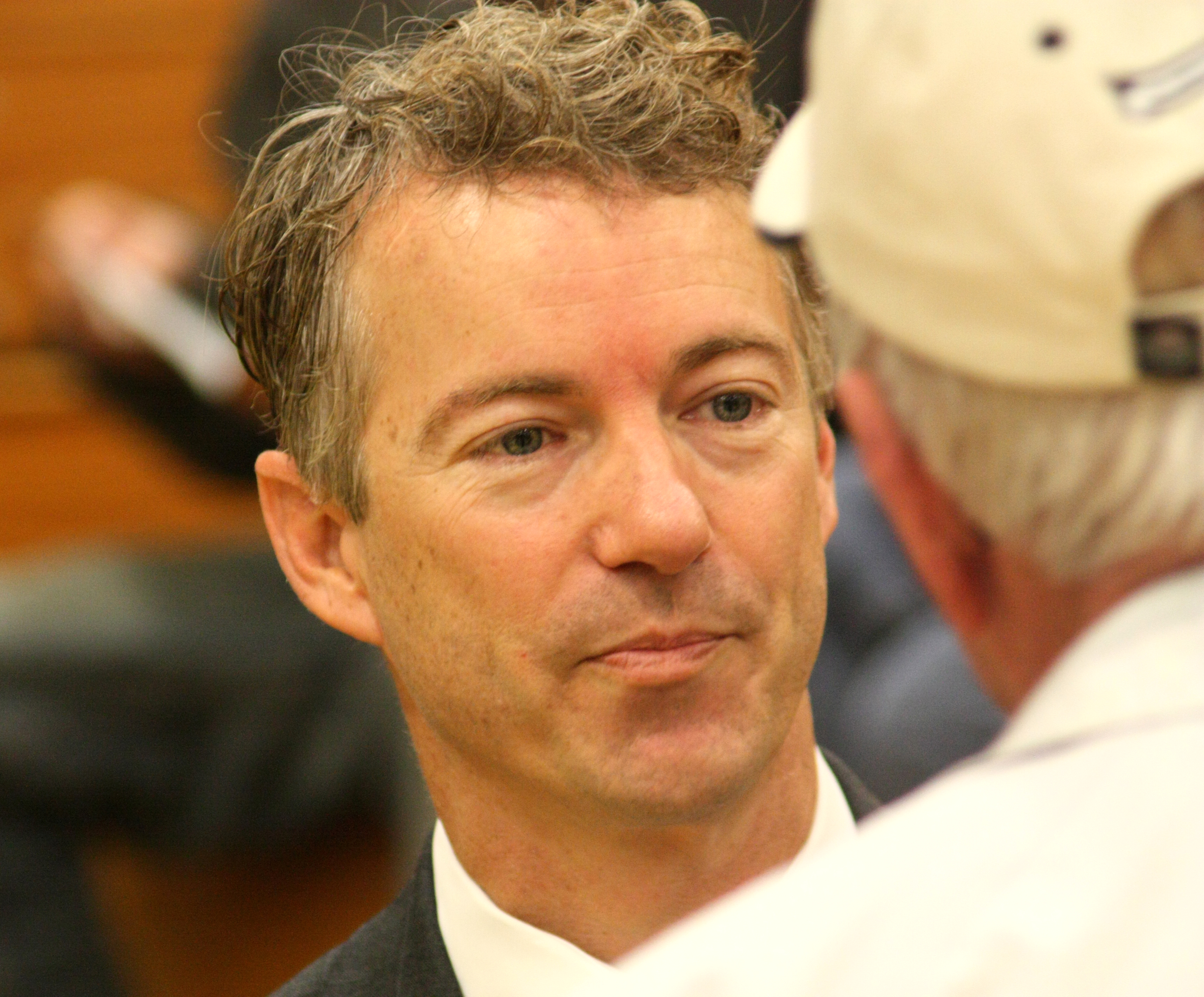
پال در لوییویل، نوامبر ۲۰۰۹

پال از محدودیت دوره‌های صدارت، یک الحاقیه بودجه متوازن، کاهش گسترده در مخارج و مالیات گیری فدرال دفاع می‌کند. او به دلیل مواضع مستقل خود در مسائل سیاسی، که اغلب هم با جمهوریخواهان و هم با دموکراتها درگیر می‌شود، اهمیت یافته‌است.

### سقط جنین
او مخالف سقط جنین است و از الحاق متممی به قانون اساسی آمریکا برای ممنوعیت آن پشتیبانی می‌کند. او با سقط جنین در صورت تجاوز، زنای با محارم، مخالف است. او با کمک دولت فدرال برای سقط جنین مخالف است و تصمیم گیری را به ایالات وا می‌گذارد.

### آزادی‌های شهروندی
پال با لایحه میهن‌دوستی آمریکا مخالف است و تفتیش بی مجوز و رخنه در محرمانگی شخصی مخالف است. او خواستار انحلال اداره امنیت حمل و نقل (TSA) شده‌است.

### امنیت انرژی و زیست محیطی
پال از این حمایت می‌کند که بازار آزاد رقابت کند و تعیین کند چه نوع انرژی استفاده شود. او با اعطای یارانه به شرکتهای انرژی مخالف است و از ایجاد معافیت مالیاتی برای شرکتهایی که انرژی‌های جدید نظیر باد، خورشیدی و زمین گرمایی را تولید می‌کنند حمایت می‌کند. او گفته یارانه دادن به صنعت انرژیِ فقط برای شرکتها مشوق ایجاد می‌کند تا در دولت فدرال لابی کنند.

### ماری جوآنا
پال معتقد است مسئله ماری جوانای درمانی از حقوق ایالات است که دولت فدرال نباید در آن دخالت کند.
گرچه او خود را محافظه کار اجتماعی توصیف می‌کند، گزارشگر اسوشییتد پرس او را دارای «گرایشهای لیبرترین در خصوص مواد مخدر» می‌خواند و معتقد است برخی محکومیتهای مواد مخدر بسیار سنگینند.

### ازدواج همجنسگرایان
پال شخصاً مخالف ازدواج همجنسگرایان است ولی تصمیم گیری را حق ایالات می‌داند.

### متمم دوم
پال با هرگونه قانونگذار برای کنترل سلاح مخالف است.

## سیاست خارجی

### ایران
رند پال از مذاکره با ایران حمایت کرده است و بر نقش چین و روسیه در این مذاکرات تأکید کرده است. پال با افزایش تحریم‌ها در میان مذاکرات مخالفت کرده است. پال مکرراً به نفع وضع تحریم علیه برنامهٔ هسته‌ای ایران رأی داده است، و این تحریم‌ها را دلیل وادار کردن ایران به آمدن به پشت میز مذاکره می‌داند. او امیدوار است مسئله هسته‌ای ایران از راه مذاکره حل شود ولی همهٔ گزینه‌ها از جمله نظامی و تحریم‌های بیشتر را روی میز می‌داند.

### سوریه
او هیچ گونه منافعی برای آمریکا برای مداخله در جنگ داخلی سوریه نمی‌بیند و از باراک اوباما برای تعیین خط قرمز برای بشار اسد انتقاد کرده است. او به عنوان عضو کمیته روابط خارجی سنا به حمله آمریکا به سوریه رای منفی داد.

### اسرائیل
پال از ارسال کمک‌های خارجی به اسرائیل حمایت می‌کند ولی معتقد است اسرائیل بدون این کمکها وضع بهتری خواهد داشت.